# Park Zdrojowy (Ciechocinek)

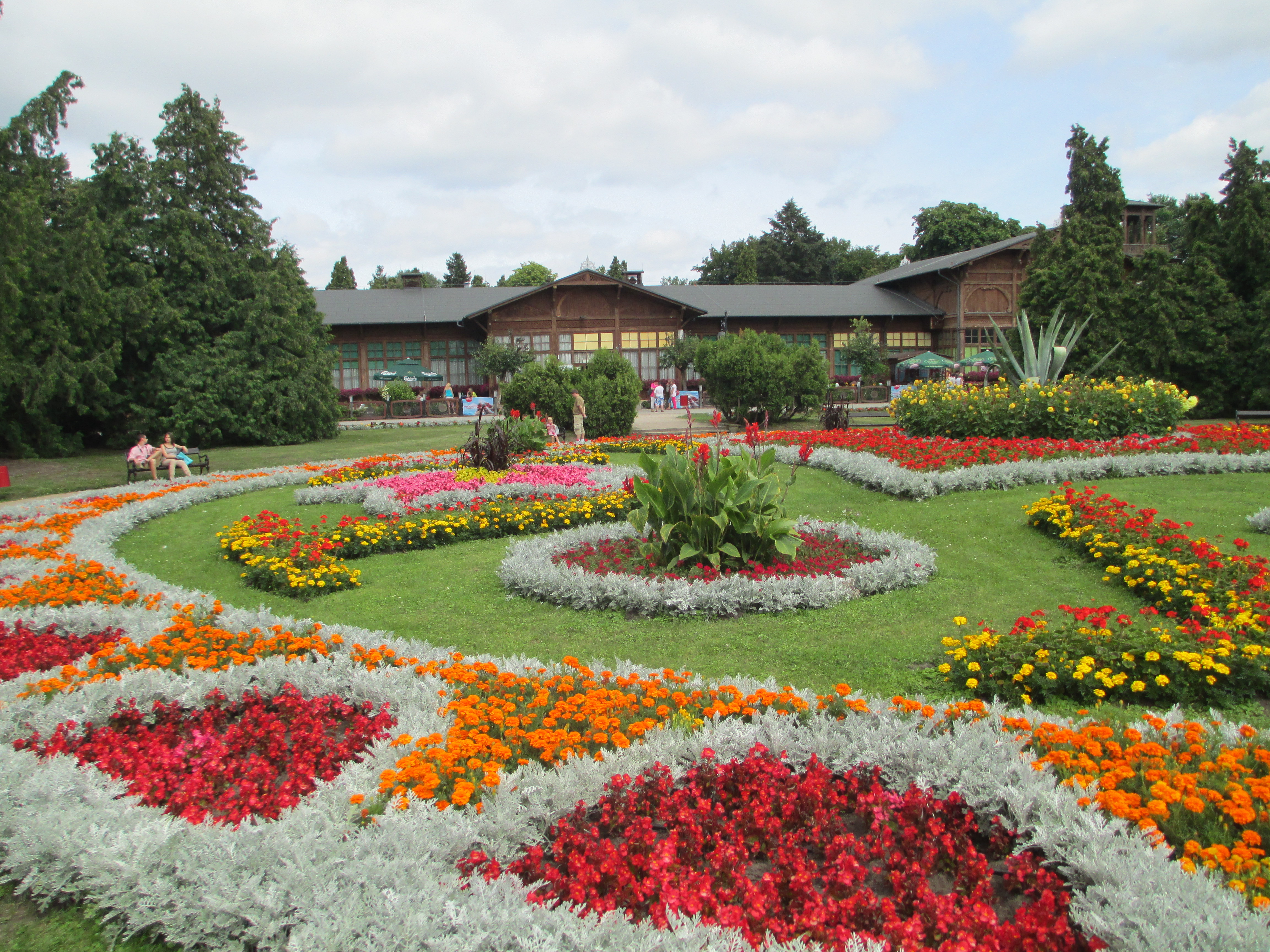
Kurpark

Der Park Zdrojowy  (deutsch: Kurpark) ist mit 19 Hektar der größte von vier Parks in Ciechocinek, einem Kurort in der Woiwodschaft Kujawien-Pommern in Polen. Der Park wurde in den Jahren 1872–1875 nach dem Entwurf von Hipolit Cybulski und  Änderungen und Verbesserungen von Franciszek Szanior angelegt.

## Geschichte
Der Park entstand aus einem Garten bei dem Kurhaus, der während des Baus des Karol-Müller-Hotels nach dem Entwurf von Franciszek Tournelle im Jahr 1851 entstand. Derzeit befinden sich hier verschiedene Baumriesen. Neben Ahorn, Eiche, Linde und Fichte gibt es Geweihbaum, Ginko, Kaukasische Flügelnuss und Tulpenbaum. Eine Stieleiche mit einer Höhe von 22 Metern und einem Umfang von 390 cm ist ein Naturdenkmal.
Anstelle des alten, abgebrannten Kurhauses wurde ein neues erbaut. In den Jahren 1880–1881 wurde im Park eine von Edward Cichocki entworfene Trinkhalle im „schweizerischen Stil“ (seitdem für Ciechocinek charakteristisch) erbaut. Die Trinkhalle ist eine Pfosten-Riegel-Konstruktion mit Brettschalung. An ihrer östlichen Seite gibt es einen Anbau mit einem Turm. Sie wurde in der Zwischenkriegszeit umgebaut. In der Trinkhalle befinden sich ein Konzertsaal und das Café „Bristol“.
1909 wurde in der Mitte des Parks eine hölzerne Konzertmuschel im Zakopane-Stil errichtet (Entwurf von Paweł Fedders). Weitere Beispiele für die Parkarchitektur sind der Springbrunnen „Jaś i Małgosia“ (deutsch: „Hänsel und Gretel“) und das Gebäude der Dampfmaschine.
In der Konzertmuschel finden zahlreiche kulturelle Veranstaltungen statt, sowohl auf nationaler: Festiwal Piosenki Młodzieży Niepełnosprawnej Ciechocińskie Impresje Artystyczne (Deutsch: Festival der Jugendlichen mit Behinderung – künstlerische Impressionen von Ciechocinek), Festiwal Operowo-Operetkowy (Opern- und Operettenfestival), Wielka Gala Tenorów (Große Gala der TenorsängerInnen), Ciechociński Festiwal Bluesowy (Bluesfestival von Ciechocinek) – als auch auf lokaler Ebene: Regionalny Przegląd Orkiestr i zespołów strażackich Na deptaku w Ciechocinku (Regionales Orchester- und Feuerwehrfestival Auf der Promenade in Ciechocinek) und Festiwal Folkloru Kujaw i Ziemi Dobrzyńskiej (Folklorefestival des Kujawien-Dobrin-Landes).

## Galerie

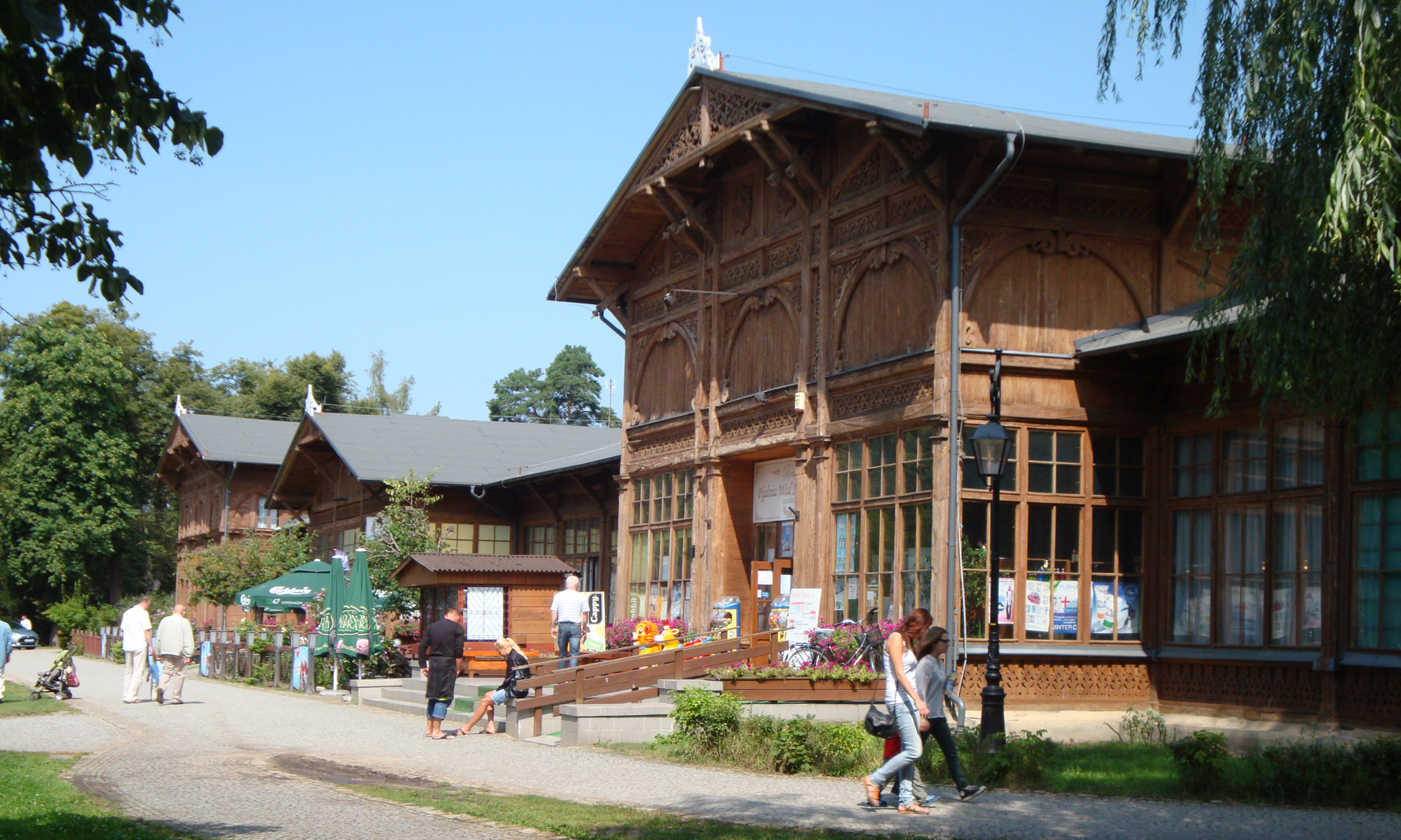
Trinkhalle
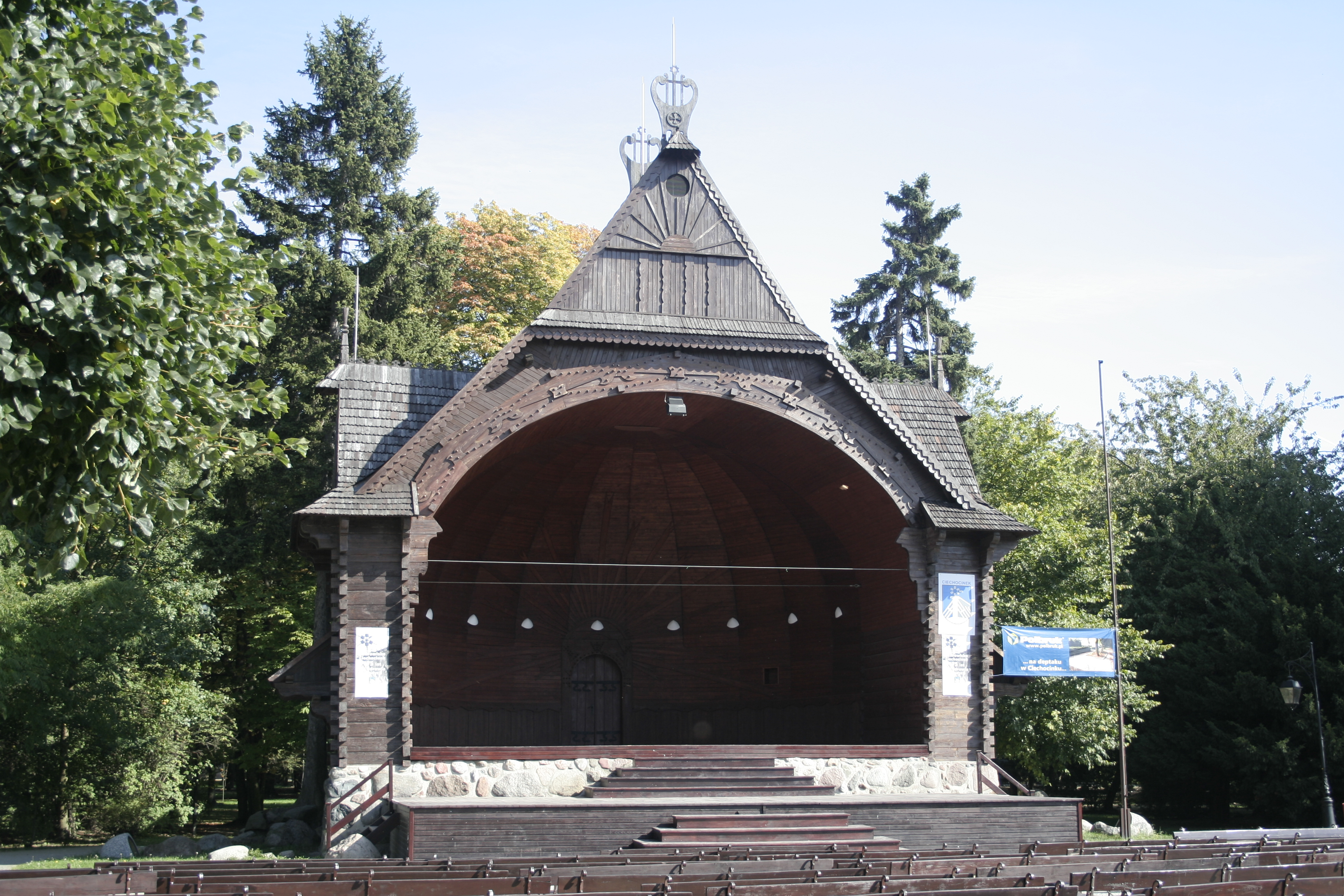
Konzertmuschel
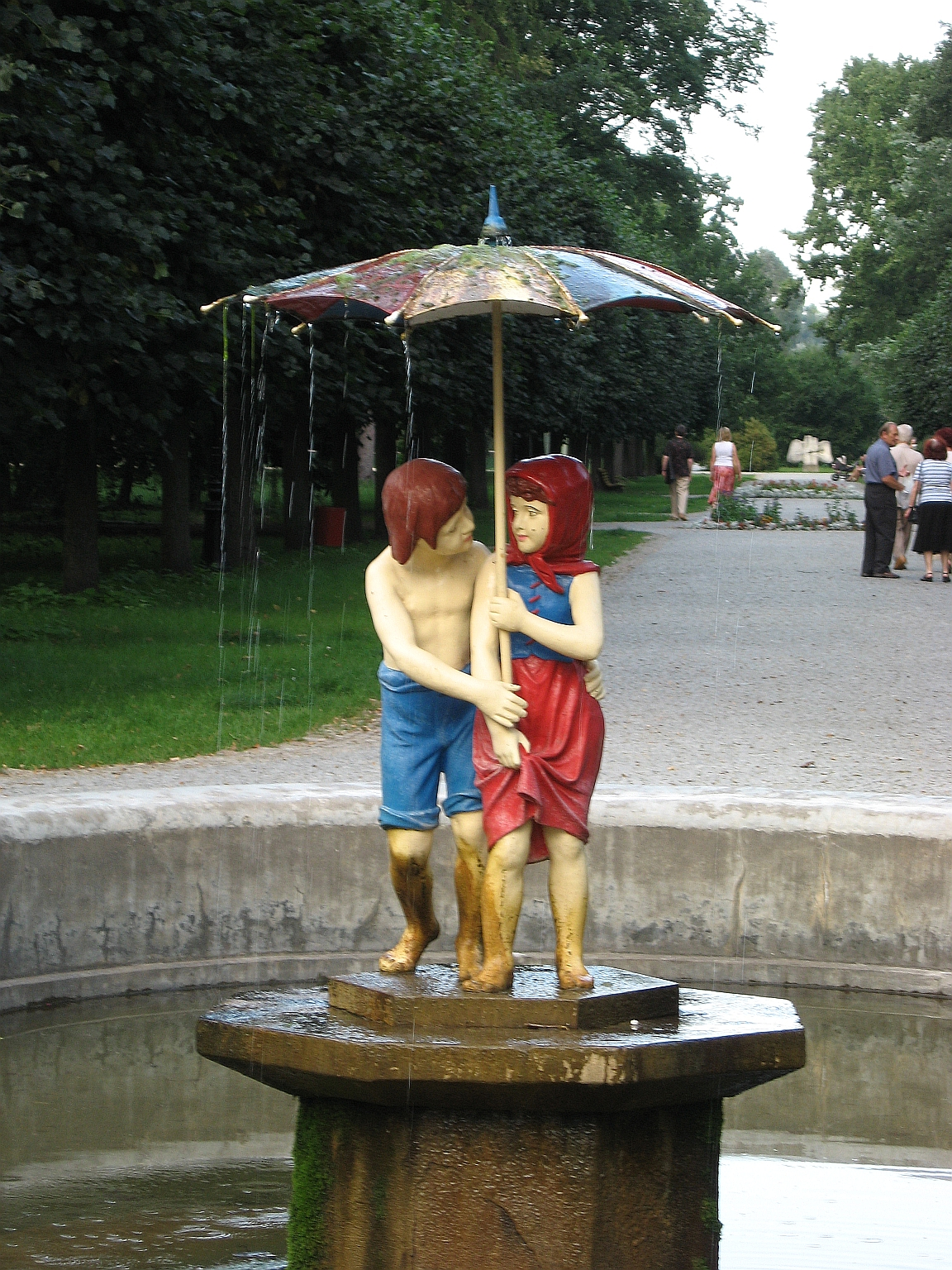
Springbrunnen Jaś i Małgosia (deutsch: Hänsel und Gretel)
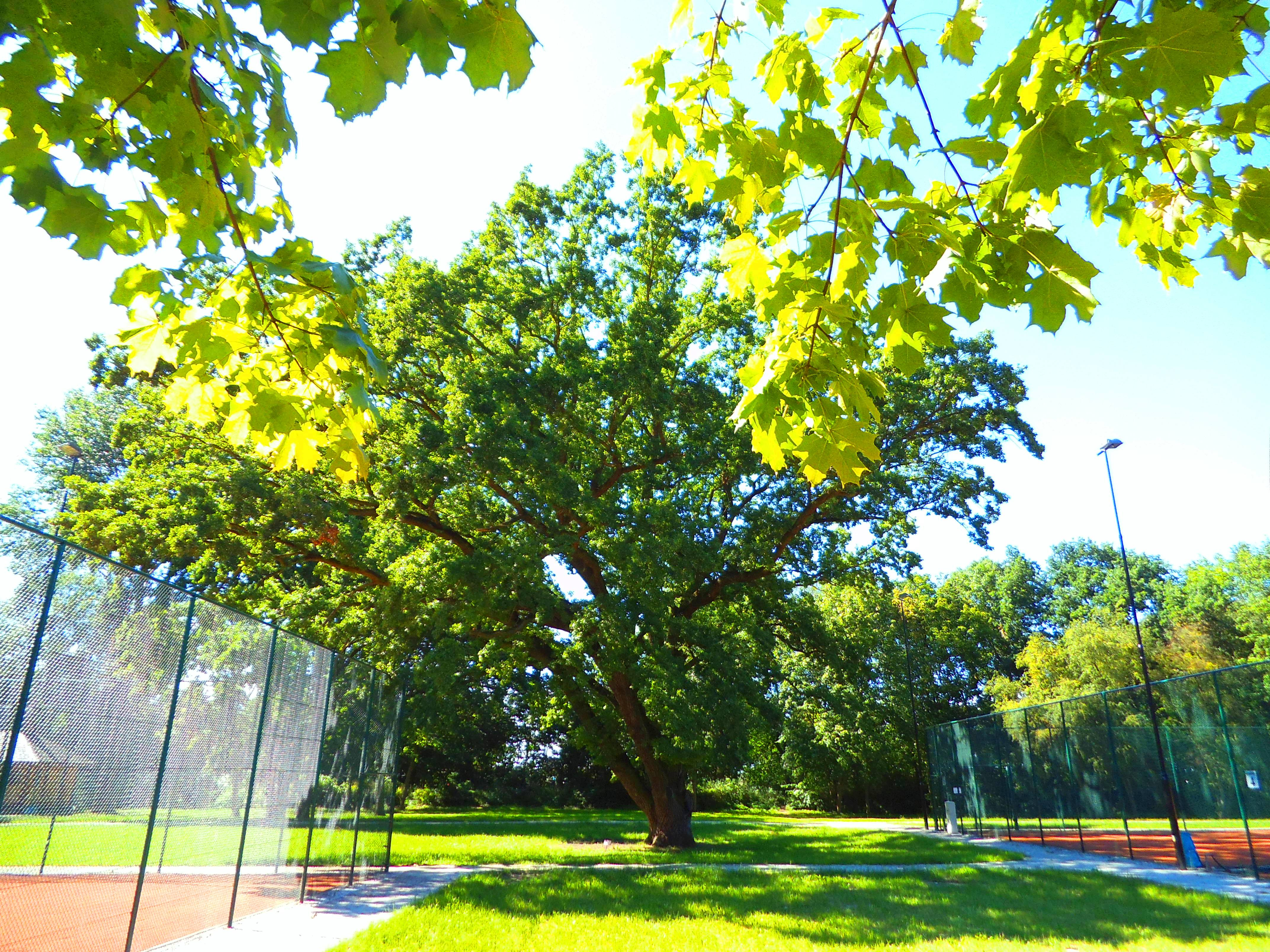
Naturdenkmal: Stieleiche